# Teleutaea pleuralis
Teleutaea pleuralis är en stekelart som beskrevs av Mao-Ling Sheng 2008. Teleutaea pleuralis ingår i släktet Teleutaea och familjen brokparasitsteklar. Inga underarter finns listade i Catalogue of Life.